# Scleropages formosus
Scleropages formosus is een  straalvinnige vissensoort uit de familie van de beentongvissen (Osteoglossidae). De wetenschappelijke naam werd gepubliceerd in 1840 door Müller en Schlegel.
De soort staat op de Rode Lijst van de IUCN als Bedreigd, beoordelingsjaar 2011. De omvang van de populatie is volgens de IUCN dalend.

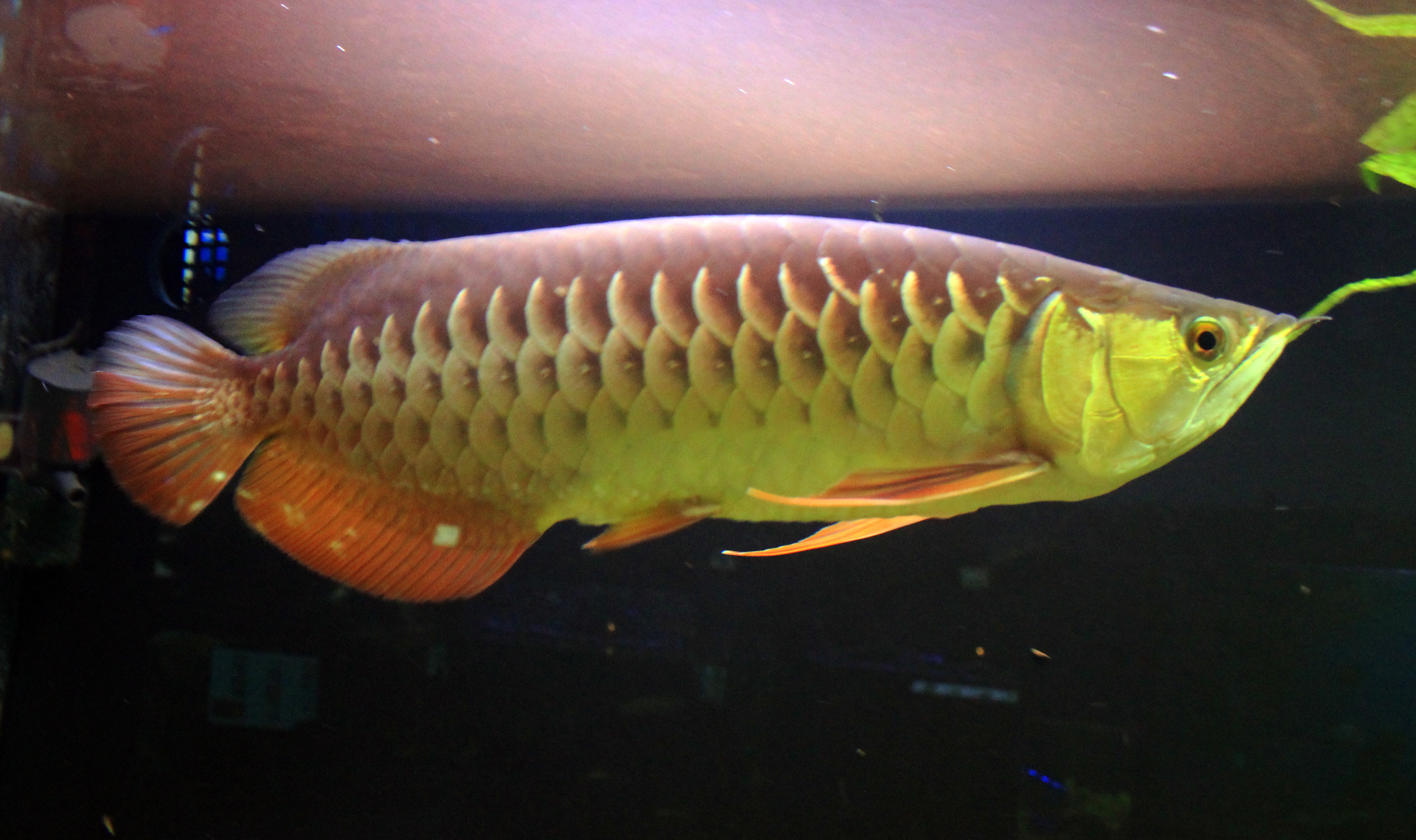
In een aquarium